# تروا پرکینس
تروا پرکینس (انگلیسی: Troy Perkins؛ زادهٔ ۲۹ ژوئیهٔ ۱۹۸۱) یک بازیکن فوتبال اهل ایالات متحده آمریکا است.
وی همچنین در تیم ملی فوتبال ایالات متحده آمریکا بازی کرده است.